# 天主教清州教区
天主教清州教區（拉丁語：Dioecesis Cheongiuensis）是韓國一個羅馬天主教教區，屬大邱總教區。範圍包括堤川市、丹陽郡以外的忠清北道，座堂位於清州市。
2007年，有134,181名教友，估轄區總人口10.1%，有61個堂區、123名司鐸、82名修士、399名修女。
1958年6月23日被升為教區。現任主教為張峰軒。

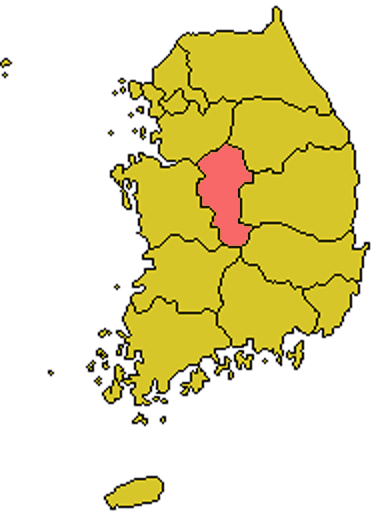
教區範圍